# Commissione consultiva legislativa
La Commissione consultiva legislativa (in spagnolo: Comisión de Asesoramiento Legislativo), nota anche con l'acronimo di CAL fu l'organo legislativo dell'Argentina attivo durante il Processo di riorganizzazione nazionale, che sostituì il Congresso nazionale. La commissione aveva sede presso il Senato della Nazione nel Palazzo del Congresso.

## Storia
Durante il colpo di stato del 24 marzo 1976, un gruppo di soldati sfrattò i membri del Congresso nazionale dalla relativa sede. La Commissione consultiva legislativa entrò in funzione a partire dall'aprile 1976, dopo il colpo di stato.

## Funzioni
La commissione era responsabile della consulenza legislativa alle Forze armate e all'esecutivo nazionale su questioni rilevanti, dando priorità a quelle determinate dal "documento delle basi politiche delle Forze armate".
L'articolo 5 dello Statuto del Processo di riorganizzazione nazionale attribuiva a questo organo poteri legislativi che in precedenza spettavano al Congresso Nazionale, e con alcune eccezioni, al Presidente dell'Argentina.
La commissione era composta da nove alti ufficiali delle Forze armate (tre per ciascuna forza amata). La CAL era presieduta da una delle forze su base annuale, a rotazione. Era composta da otto sottocommissioni di lavoro e da un segretario che era un ufficiale capo nominato dalla branca delle forze armate che in quel momento presiedeva la CAL. 
La CAL riceveva disegni di legge dalla giunta militare e dai comandanti in capo. I disegni di legge venivano esaminati in sessione plenaria, dove veniva stabilito se avevano o meno "un valore significativo". In caso di approvazione, il progetto di legge doveva essere inviato alla corrispondente sottocommissione di lavoro, entro 72 ore dall'approvazione. La sottocommissione doveva emettere un parere provvisorio entro un termine di 20 giorni, prorogabile a 30 giorni nel caso di un disegno di legge complesso. La CAL emetteva quindi il suo parere finale, da 30 a 40 giorni dopo l'iter. Infine, la commissione doveva riferire la sua decisione al potere esecutivo nazionale (PEN). Se il potere esecutivo non era d'accordo con quanto stabilito dalla CAL, si consultava con la giunta militare.
Le sottocommissioni erano le seguenti:
- Difesa nazionale e Relazioni estere.
- Affari interni e Giustizia.
- Cultura e Istruzione.
- Previdenza sociale e Lavoro.
- Bilancio o Economia, Tesoro e Finanze.
- Agricoltura.
- Opere e Servizi pubblici.
- Industria e Miniere.

Se il progetto di legge non avesse avuto un peso significativo, il PEN aveva il diritto di approvarlo direttamente.